# Josef Fitzthum
Josef Fitzthum, född 14 september 1896 i Loimersdorf, död 10 januari 1945 i Wiener Neudorf, var en österrikisk SS-Gruppenführer och generallöjtnant i Waffen-SS och polisen. Från 1938 till 1940 var han ställföreträdande polischef i Wien. Under en kort tid 1944 var Fitzthum befälhavare för 21. Waffen-Gebirgs-Division der SS Skanderbeg (albanische Nr. 1) och senare samma år utnämndes han till Högre SS- och polischef i Albanien. Den 3 januari 1945 övertog han befälet över 18. SS-Freiwilligen-Panzergrenadier-Division Horst Wessel, men omkom i en bilolycka i närheten av Laxenburg en vecka senare.

## Befordringshistorik
| Datum            | Tjänstegrad                                                    |
| ---------------- | -------------------------------------------------------------- |
| 25 november 1932 | SS-Sturmbannführer                                             |
| 9 november 1933  | SS-Obersturmbannführer                                         |
| 7 mars 1936      | SS-Standartenführer                                            |
| 12 mars 1938     | SS-Oberführer                                                  |
| 1 april 1940     | SS-Hauptsturmführer der Reserve der Waffen-SS                  |
| 30 januari 1941  | SS-Sturmbannführer der Reserve der Waffen-SS                   |
| 20 april 1942    | SS-Obersturmbannführer der Reserve der Waffen-SS               |
| 9 november 1942  | SS-Standartenführer der Reserve der Waffen-SS                  |
| 30 oktober 1943  | SS-Brigadeführer und Generalmajor der Waffen-SS                |
| 9 november 1942  | SS-Gruppenführer und Generalleutnant der Waffen-SS und Polizei |

## Utmärkelser
- Såradmärket i svart
- Blodsorden
- Landesorden
- Järnkorset av andra klassen
- Järnkorset av första klassen
- Krigsförtjänstkorset av andra klassen med svärd
- Tyska korset i guld
- Infanteristridsmärket
- SS Hederssvärd
- SS-Ehrenring (Totenkopfring)